# Salsiccia di Bra
La salsiccia o salciccia di Bra (in piemontese sautissa ëd Bra) è un insaccato riconosciuto come Prodotto Agroalimentare Tradizionale (P.A.T.) italiano.
Viene prodotta in Piemonte, unicamente a Bra dalle macellerie associate al Consorzio per la Tutela e la Valorizzazione della Salsiccia di Bra.

## Origini
La salsiccia di Bra era un tempo prodotta soltanto con carne bovina ed era destinata principalmente alla comunità ebraica di Cherasco, la cui religione impedisce di consumare carne suina.. La comunità si riforniva di carne al vicino mercato di Bra, circostanza da cui deriva il nome del prodotto.
Un regio decreto del 1847 recepì l'usanza braidese permettendo ai macellai del comune la produzione di salsiccia bovina fresca, cosa che veniva invece proibita nel resto del Paese.

## Preparazione
L'insaccato viene preparato con carni magre bovine (70-80%) e grasso suino per il rimanente.

## Consumo
La salsiccia di Bra può essere consumata sia cotta (in particolare alla griglia) che cruda allo stato fresco, in questo caso spesso come antipasto.